# Faculdade Fluminense de Medicina
A Faculdade Fluminense de Medicina é uma das mais tradicionais escolas médicas do Estado do Rio de Janeiro. Fundada em 1925, está entre as dez faculdades de medicina mais antigas do país. Sendo atualmente vinculada a Universidade Federal Fluminense e localizada no 2º andar do Hospital Universitário Antônio Pedro, centro de Niterói.
O médico e político Galdino do Vale foi um dos seus professores, lecionando o curso de clínica médica da Faculdade Fluminense de Medicina.
Nela também estudou o médico e historiador Carlos Wehrs, que em 1952 obtém o grau de Doutor em Medicina, tendo sido o primeiro conferido por esta faculdade.